# Isophrictis microlina
Isophrictis microlina is een vlinder uit de familie tastermotten (Gelechiidae). De wetenschappelijke naam is voor het eerst geldig gepubliceerd in 1935 door Meyrick.
De soort komt voor in Europa.